# Арбак (сатрап)
Арбак (др.-греч. Ἀρβάκης; V век до н. э.) — военачальник персидского царя Артаксеркса II, сатрап Мидии.

## Биография
По свидетельству Ксенофонта, Арбак был одним из военачальников армии Артаксеркса II во время сражения при Кунаксе, произошедшего в 401 году до н. э., когда на персидский трон претендовал младший брат царя Кир Младший. Также Ксенофонт, описывая события последующего отступления десяти тысяч греков к морю, называет Арбака сатрапом Мидии. По мнению Пьянкова И. В., Дьяконова И. М., поддержанному исследователями Медведской И. Н. и Орловым В. П., нет оснований отрицать его принадлежность к Мидии, так как Диодор Сицилийский, опираясь на сообщение Ктесия, повествует о мидянине Арбаке, восставшем вместе с вавилонянином Белесием против ассирийского царя Сарданапала. По замечанию современных историков, Ктесий не мог знать настоящее имя участника таких давних лет, поэтому назвал его по аналогии с современным ему правителем Мидии. По всей видимости, как заметил Орлов В. П., Арбак прибыл к Артаксерксу с воинами из своих владений. Однако Дандамаев М. А. называет Арбака персом, а мидийцем именует тёзку, упомянутого Плутархом, наказанного Артаксерксом за трусость. Исследователь Тирацян Г. А. считает, что Арбак был топархом иранского — до Индии, военным округом.